# Muthukadahalli, Chintamani
Muthukadahalli là một làng thuộc tehsil Chintamani, huyện Chikkaballapur, bang Karnataka, Ấn Độ.